# مرزوقه
مرزوقه (به فرانسوی: Merzouga) یک شهرک در مراکش است که در درعه تافیلالت واقع شده‌است.